# Алисия Силвърстоун
Алисия Силвърстоун (на английски: Alicia Silverstone) е американска актриса, продуцент, автор и активист. Става много популярна през 90-те след като участва в няколко музикални видеоклипа на групата Аеросмит – „Cryin'“, „Amazing“ и „Crazy“. Едни от най-успешните ѝ филми са „Баровки“ (1995) и „Батман и Робин“ (1997). От 2005 година е женена за дългогодишния си приятел, музиканта Кристофър Джареки. Тя е също така е вегетарианка.